# Home Plate
Home Plate è il quinto album discografico in studio della cantante statunitense Bonnie Raitt, pubblicato nel settembre del 1975.

## Tracce
Lato A
1. What Do You Want the Boy to Do – 3:18 (Allen Toussaint)
2. Good Enough – 2:55 (John Hall, Johanna Hall)
3. Run Like a Thief – 3:01 (John David Souther)
4. Fool Yourself – 3:03 (Fred Tackett)
5. My First Night Alone Without You – 3:01 (Kin Vassey)

Durata totale: 15:18
Lato B
1. Walk Out the Front Door – 3:08 (Mark Jordan, Rip Stock)
2. Sugar Mama – 3:44 (Delbert McClinton, Glen Clark)
3. Pleasin' Each Other – 3:44 (Bill Payne, Fran Tate)
4. I'm Blowin' Away – 3:22 (Eric Kaz)
5. Your Sweet and Shiny Eyes – 2:43 (Nan O'Byrne)

Durata totale: 16:41

## Formazione
- Bonnie Raitt - voce, chitarra elettrica, slide guitar (brano: Sugar Mama)
- Will McFarlane - chitarra elettrica (brano: Run Like a Thief)
- John Hall - chitarra elettrica (brano: Sugar Mama)
- Fred Tackett - chitarra acustica, chitarra a 12 corde, mandolino, pianoforte, Fender Rhodes (brano: Sugar Mama)
- Bill Payne - tastiera, accordion
- William Smitty Smith - pianoforte (brano: Walk Out the Front Door)
- Jai Winding - pianoforte (brano: My First Night Alone Without You), clavinet (brano: Sugar Mama)
- Freebo - basso, guitarrón, tuba
- Gary Mallaber - batteria
- Joe Porcaro - percussioni
- Dennis Whited - batteria (brano: My First Night Alone Without You)
- Jeff Porcaro - percussioni
- John Sebastian - autoharp (brano: Run Like a Thief)
- Jerry Jumonville - sassofono tenore (brano: Pleasin' Each Other)
- Jim Gordon - sassofono baritono
- Dick Hyde - trombone, tromba
- George Bohanon - trombone, corno
- Venetta Fields - cori (eccetto nel brano: Fool Yourself)
- Robbie Montgomery - cori (eccetto nel brano: Fool Yourself)
- Maxayn Lewis - cori (eccetto nel brano: Fool Yourself)
- Jackson Browne - cori (brani: Fool Yourself e Run Like a Thief)
- Rosemary Butler - cori (brani: Fool Yourself e Run Like a Thief)
- Terry Reid - cori (brani: Fool Yourself e Run Like a Thief)
- J.D. Souther - cori (brano: Run Like a Thief)
- Emmylou Harris - cori (brano: I'm Blowin' Away)
- Jackson Browne - cori (brano: I'm Blowin' Away)
- J.D. Souther - cori (brano: I'm Blowin' Away)
- Debbie Green - cori (brano: Your Sweet and Shiny Eyes)
- Greg Prestopino - cori (brano: Your Sweet and Shiny Eyes)
- Jackson Browne - cori (brano: Your Sweet and Shiny Eyes)
- John Herald - cori (brano: Your Sweet and Shiny Eyes)
- Willow Van Der Hoek - cori (brano: Your Sweet and Shiny Eyes)
- Tom Waits - cori (brano: Your Sweet and Shiny Eyes)
- Harry Bluestone - concertmaster